# Grande amore
A Grande amore (magyarul: Nagy szerelem) egy dal, amely Olaszországot képviselte a 2015-ös Eurovíziós Dalfesztiválon, Bécsben az olasz popera trió, az Il Volo előadásában. A dal a 2015. február 14-én rendezett Sanremói Dalfesztivál 16 fős döntőjében nyerte el az indulás jogát, ahol a zsűri és a nézői szavazatok együttese alakította ki a végeredményt. A dalt Francesco Boccia és Ciro Esposito szerezte.

## 2015-ös Eurovíziós Dalfesztivál
Mivel Olaszország az Öt Nagy tagja, nem kellett részt venniük az elődöntőben. A május 23-án rendezett döntőben fellépési sorrendben huszonhetedikként, azaz utolsóként adták elő az albán Elhaida Dani I'm Alive című dala után. A trió a 3. helyen végzett 292 ponttal - ez a verseny történetének 5. legmagasabb pontszáma, és éppen annyi, amennyit a 2006-os győztes, a Lordi szerzett. A szavazás során 9 országtól kapták meg a maximális 12 pontot (Albánia, Ciprus, Görögország, Izrael, Málta, Portugália, Románia, Oroszország, Spanyolország).
A részletes eredmények kihirdetése után derült ki, hogy Olaszország toronymagasan nyerte a televotingot (80 ponttal előzték meg a második helyezett Oroszországot), viszont a zsűri csak a 6. helyre sorolta a produkciót, így összességében a 3. helyen végeztek.

## Díjak

### ESC Radio Awards
2006-tól minden évben megszavazza az európai, az amerikai és az ausztrál közönség az ESC Radio Awards győzteseit. Mint ahogy a dalfesztiválon, itt sem lehet saját országra szavazni.
2015-ben az Il Volo két kategóriában volt jelölve: a Legjobb dal és a Legjobb csapat kategóriában. A legjobb dal díját 25,92%-kal nyerte meg az Il Volo, a második helyen a belga Loïc Nottet Rhythm Inside című dala végzett 19,33%-kal, a harmadik helyen pedig az orosz Polina Gagarina A Million Voices című dala 8,17%-kal.
A Legjobb csapat díját 37,13%-kal nyerték meg, megelőzve az Észtországot képviselő Elina Born és Stig Rästa duóját (18,8%) és a norvég Mørland-ot és Debrah Scarlett-et (11,44%).

### Marcel Bezençon-díj
A Marcel Bezençon-díj 2002-ben jött létre azzal a céllal, hogy díjazzák a legjobb dalokat az Eurovíziós Dalfesztivál döntőjében. A díjat a svéd Christer Björkman (az 1992-es Eurovíziós Dalfesztivál svéd indulója, most a svéd delegáció vezetője) és Richard Herrey (az 1984-es győztes Herreys trió tagja) alapította. A díj a nevét Marcel Bezençonról, az Eurovíziós Dalfesztivál megalkotójáról kapta.
A díjakat 3 kategóriában osztják ki: sajtódíj, művészi díj és zeneszerzői díj. Az Il Volo 2015-ben elnyerte a sajtódíjat, amelyet az akkreditált újságírók szavaznak meg.

## Dalszöveg
| Dimmi che mai, che non mi lascerai mai Dimmi chi sei, respiro dei giorni miei d’amore Dimmi che sai che solo me sceglierai Ora lo sai tu sei il mio unico grande amore – A Grande amore című dal refrénje olaszul | Mondd, hogy soha, soha nem fogsz elhagyni Mondd, ki vagy, szerelmes napjaim lélegzete Mondd, hogy tudod, csak engem fogsz választani Már tudod, te vagy az én egyetlen, nagy szerelmem – A Grande amore című dal refrénje magyarul |

## Toplista
| Ország           | Toplista                               | Csúcspozíció |
| ---------------- | -------------------------------------- | ------------ |
| Ausztria         | Ö3 Austria Top 40                      | 5.           |
| Belgium          | Ultratip Flanders                      | 1.           |
| Belgium          | Ultratop 50 Wallonia                   | 42.          |
| Egyesült Államok | US Classical Digital Songs (Billboard) | 24.          |
| Finnország       | Suomen virallinen lista                | 25.          |
| Franciaország    | SNEP                                   | 145.         |
| Görögország      | Greece Digital Songs                   | 1.           |
| Izland           | Tónlist                                | 4.           |
| Németország      | Official German Charts                 | 54.          |
| Olaszország      | FIMI                                   | 1.           |
| Spanyolország    | PROMUSICAE                             | 24.          |
| Svájc            | Schweizer Hitparade                    | 19.          |

## Külső hivatkozások
- Dalszöveg. 4lyrics.eu
- A dal videóklipje. YouTube-videó, IlVoloVEVO, 2015. február 12.
- A dal előadása a 2015-ös Eurovíziós Dalfesztivál döntőjében. YouTube-videó, Eurovision Song Contest, 2015. május 23.

## Fordítás
Ez a szócikk részben vagy egészben  a   Grande amore című angol Wikipédia-szócikk fordításán alapul.  Az eredeti cikk szerkesztőit annak laptörténete sorolja fel. Ez a jelzés csupán a megfogalmazás eredetét és a szerzői jogokat jelzi, nem szolgál a cikkben szereplő információk forrásmegjelöléseként.